# Cercopithecus cephus
Cercopithecus cephus (Мавпа синьолиця або вусата) — вид приматів з роду Мавпа (Cercopithecus) родини мавпові (Cercopithecidae).

## Опис
Довжина голови й тіла: 48-56 см, 57-84 см хвоста, вага самців: 4.3 кг, вага самиць: 2,9 кг. Забарвлення тіла сіро-коричневе на спинний стороні і майже біле на черевній стороні. Морда різнобарвна: бакенбарди жовтувато-білі, область очей блакитна і є біла смуга над верхньою губою.

## Поширення
Країни проживання: Ангола, Камерун, Центральноафриканська Республіка, Республіка Конго, Демократична Республіка Конго, Екваторіальна Гвінея, Габон. Значною мірою пов'язаний з низовинними тропічними лісами, однак тварини також можуть бути знайдені у вторинних типах середовищ існування. 

## Стиль життя
Це деревний і денний вид. У першу чергу плодоїдний вид, але також споживає насіння, листя, членистоногих, яйця і пташенят. Утворює групи розміром від 4 до 35 осіб. Групи, як правило, містять одного самця, кілька самиць і їх дитинчат. Відомі хижаки: Panthera pardus, Homo sapiens, змії, хижі птахи.
Хоча розмноження може відбутися в будь-який час року, пік народжень є з грудня по лютий, самиці народжують одне маля після періоду вагітності близько шести місяців. Мало що відомо про тривалість життя виду в дикій природі або неволі. Тим не менш, один відомий екземпляр жив у неволі протягом 31 років і, за оцінками, помер у віці 36 років. Близькі родичі C. cephus живуть у дикій природі в середньому 22 роки.

## Загрози та охорона
Цей вид знаходиться під загрозою втрати середовища проживання в результаті збезлісення, і, ймовірно, полювання на м'ясо. Це вид занесений до Додатка II СІТЕС. Присутній у ряді природоохоронних зон. 